# Pływanie na Letnich Igrzyskach Olimpijskich 1936
Wyniki zawodów pływackich podczas XI Letnich Igrzysk Olimpijskich rozgrywanych w Berlinie. Rozegrano jedenaście konkurencji (sześć męskich i pięć kobiecych), tym samym program konkurencji pływackich nie różnił się od tego zorganizowanego w Los Angeles.

## Tabela medalowa
| Miejsce | Państwo           | Złoto | Srebro | Brąz | Razem |
| ------- | ----------------- | ----- | ------ | ---- | ----- |
| 1.      | Japonia           | 4     | 2      | 5    | 11    |
| 2.      | Holandia          | 4     | 1      | 0    | 5     |
| 3.      | Stany Zjednoczone | 2     | 3      | 3    | 8     |
| 4.      | Węgry             | 1     | 0      | 1    | 2     |
| 5.      | III Rzesza        | 0     | 3      | 1    | 4     |
| 6.      | Dania             | 0     | 1      | 1    | 2     |
| 7.      | Argentyna         | 0     | 1      | 0    | 1     |
| Razem   | Razem             | 11    | 11     | 11   | 33    |

## Wyniki

### Mężczyźni
| Konkurencja:                          | Złoto:                                                                    | Czas    | Srebro: | Czas    | Brąz:                                                               | Czas    |
| 100 m stylem dowolnym (szczegóły)     | Ferenc Csik                                                               | 57,6    | Masanori Yusa                                                                                                | 57,9    | Shigeo Arai                                                         | 58,0    |
| 400 m stylem dowolnym (szczegóły)     | Jack Medica                                                               | 4:44,5  | Shunpei Uto                                                                                                  | 4:45,6  | Shōzō Makino                                                        | 4:48,1  |
| 1500 m stylem dowolnym (szczegóły)    | Noboru Terada                                                             | 19:13,7 | Jack Medica                                                                                                  | 19:34,0 | Shunpei Uto                                                         | 19:34,5 |
| 100 m stylem grzbietowym (szczegóły)  | Adolph Kiefer                                                             | 1:05,9  | Albert Vande Weghe                                                                                           | 1:07,7  | Masaji Kiyokawa                                                     | 1:08,4  |
| 200 m stylem klasycznym (szczegóły)   | Tetsuo Hamuro                                                             | 2:41,5  | Erwin Sietas                                                                                                 | 2:42,9  | Reizo Koike                                                         | 2:44,2  |
| 4 × 200 m stylem dowolnym (szczegóły) | Japonia · Masanori Yusa · Shigeo Sugiura · Masaharu Taguchi · Shigeo Arai | 8:51,5  | Stany Zjednoczone · Ralph Flanagan · John Macionis · Paul Wolf · Jack Medica · Ralph Gilman · Charles Hutter | 9:03,0  | Węgry · Árpád Lengyel · Oszkár Abay-Nemes · Ödön Gróf · Ferenc Csik | 9:12,3  |

### Kobiety
| Konkurencja:                          | Złoto:                                                                                   | Czas   | Srebro:                                                                                            | Czas   | Brąz:                                                                                                | Czas   |
| 100 m stylem dowolnym (szczegóły)     | Rie Mastenbroek                                                                          | 1:05,9 | Jeannette Campbell                                                                                 | 1:06,4 | Gisela Arendt                                                                                        | 1:06,6 |
| 400 m stylem dowolnym (szczegóły)     | Rie Mastenbroek                                                                          | 5:26,4 | Ragnhild Hveger                                                                                    | 5:27,5 | Lenore Kight-Wingard                                                                                 | 5:29,0 |
| 100 m stylem grzbietowym (szczegóły)  | Nida Senff                                                                               | 1:18,9 | Rie Mastenbroek                                                                                    | 1:19,2 | Alice Bridges                                                                                        | 1:19,4 |
| 200 m stylem klasycznym (szczegóły)   | Hideko Maehata                                                                           | 3:03,6 | Martha Genenger                                                                                    | 3:04,2 | Inge Sørensen                                                                                        | 3:07,8 |
| 4 × 100 m stylem dowolnym (szczegóły) | Holandia · Johanna Selbach · Catharina Wagner · Willemijntje den Ouden · Rie Mastenbroek | 4:36,0 | III Rzesza · Ruth Halbsguth · Magdalena Lohmar · Ingeborg Schmitz · Gisela Arendt · Ursula Pollack | 4:36,8 | Stany Zjednoczone · Katherine Rawls · Bernice Lapp · Mavis Freeman · Mary McKean · Elizabeth M. Ryan | 4:40,2 |